# Campionato mondiale di Formula 1 1971

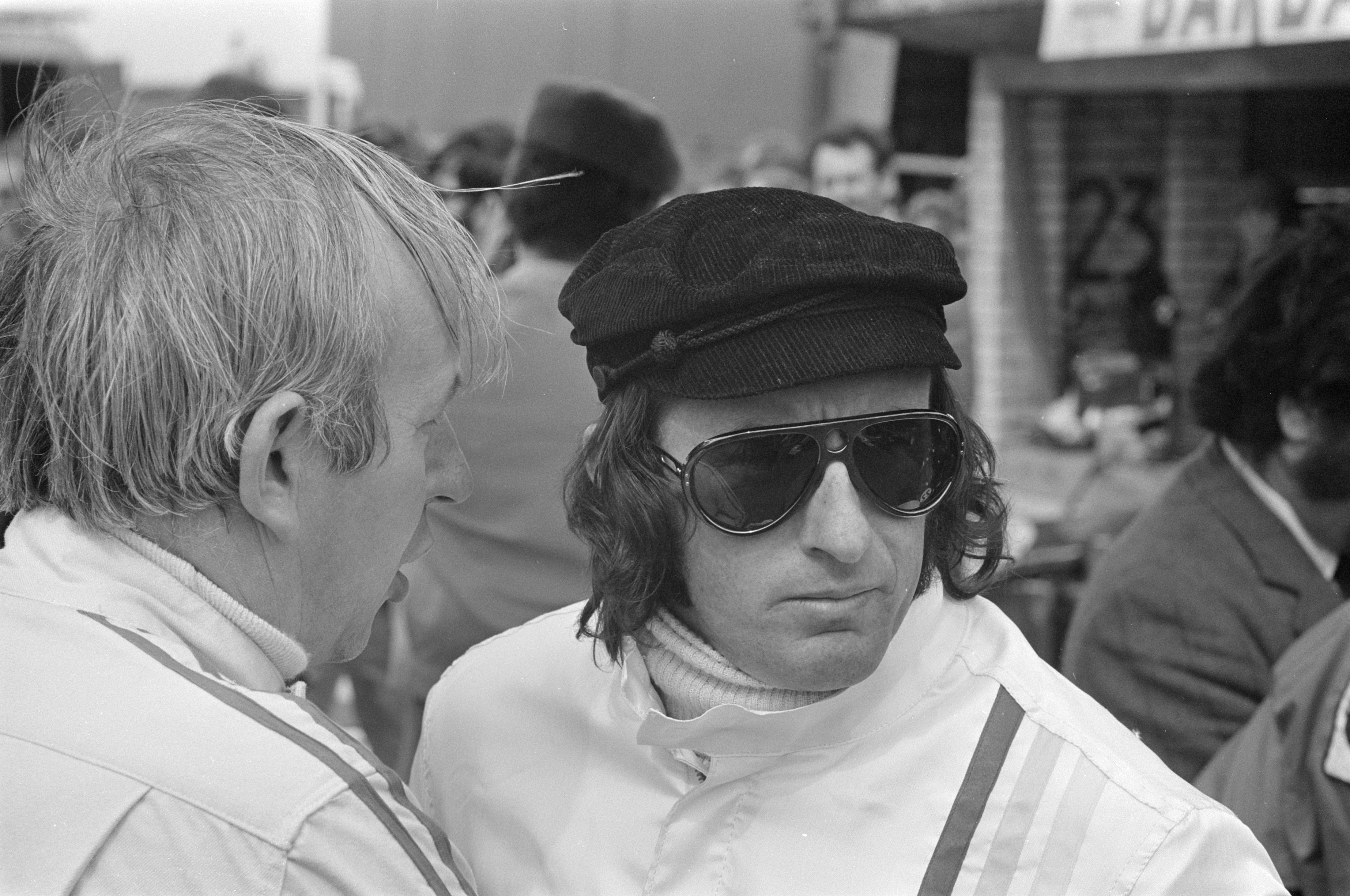
Jackie Stewart (sulla destra) ha vinto il suo 2º titolo piloti, guidando per la Tyrrell

Il campionato mondiale di Formula 1 1971 organizzato dalla FIA è stato, nella storia della categoria, il 22° ad assegnare il campionato piloti e il 14° ad assegnare il campionato costruttori. È iniziato il 6 marzo e terminato il 3 ottobre, dopo 11 gare, due in meno rispetto alla stagione precedente. Il titolo dei piloti è andato per la seconda volta a Jackie Stewart e il titolo costruttori per la prima volta alla Tyrrell.

## Calendario
Per questa stagione furono previste 11 gare, due in meno della stagione precedente. Furono eliminati dal calendario il Gran Premio del Belgio e il Gran Premio del Messico, mentre 5 Gran Premi subirono un cambio di sede:
- Il Gran Premio di Spagna venne programmato sul Circuito del Montjuïc (dove già si era corso nel 1969) in luogo del Circuito permanente del Jarama;
- il Gran Premio di Francia si spostò per la prima volta nella storia sul Circuito Paul Ricard di Le Castellet che sostituì il Circuito di Clermont-Ferrand;
- Il Gran Premio di Gran Bretagna si corse sul Circuito di Silverstone per rispettare una alternanza annuale avviata nel 1963 con il Circuito di Brands Hatch;
- Il Gran Premio di Germania torna al Nürburgring, circuito dove si era praticamente sempre corso dall'istituzione della Formula 1, dopo una stagione d'assenza (in cui era stato sostituito dall'Hockenheimring);
- Il Gran Premio del Canada si corre nuovamente al Mosport International Raceway, circuito dove si era sempre corso in tutte le edizioni precedenti, eccetto quelle del 1968 e del 1970 in cui la competizione si svolse sul Circuito di Mont-Tremblant.

| Gara | Nome ufficiale del gran premio  | Circuito                      | Sede                      | Data         | Ora Locale | Diretta TV              |
| ---- | ------------------------------- | ----------------------------- | ------------------------- | ------------ | ---------- | ----------------------- |
| 1    | South African Grand Prix        | Circuito di Kyalami           | Midrand                   | 6 marzo      |            | Non trasmesso           |
| 2    | Gran Premio de España           | Circuito del Montjuïc         | Barcellona                | 18 aprile    | 11:30      | Secondo Programma (*)   |
| 3    | Grand Prix Automobile de Monaco | Circuito di Monte Carlo       | Monaco                    | 23 maggio    | 15:00      | Secondo Programma       |
| 4    | Grote Prijs van Nederland       | Circuito di Zandvoort         | Zandvoort                 | 20 giugno    | 15:00      | Programma Nazionale     |
| 5    | Grand Prix de France            | Circuito Paul Ricard          | Le Castellet              | 4 luglio     |            | Non trasmesso           |
| 6    | Woolmark British Grand Prix     | Circuito di Silverstone       | Silverstone               | 17 luglio    |            | Non trasmesso           |
| 7    | Großer Preis von Deutschland    | Nürburgring                   | Nürburg                   | 1 agosto     | 13:00      | Secondo Programma (*)   |
| 8    | Großer Preis von Österreich     | Österreichring                | Spielberg bei Knittelfeld | 15 agosto    | 15:00      | Programma Nazionale (°) |
| 9    | Gran Premio d'Italia            | Autodromo nazionale di Monza  | Monza                     | 5 settembre  | 15:30      | Programma Nazionale     |
| 10   | Player's Grand Prix du Canada   | Mosport International Raceway | Bowmanville               | 19 settembre |            | Non trasmesso           |
| 11   | United States Grand Prix        | Watkins Glen International    | Watkins Glen              | 3 ottobre    |            | Non trasmesso           |

(*) - Trasmesso in differita
(°) - Solo la partenza, differita sul Secondo Programma

## Scuderie e piloti
I seguenti team e piloti parteciparono al campionato mondiale di Formula 1 nella stagione 1971.
| Team                                 | Costruttore   | Modello     | Motore                                             | Gomme | Piloti                                                                                                 |
| ------------------------------------ | ------------- | ----------- | -------------------------------------------------- | ----- | --- |
| Gold Leaf Team Lotus                 | Lotus         | 72C 72D 56B | Ford-Cosworth DFV Ford-CosworthDFV Pratt & Whitney | F     | Emerson Fittipaldi Dave Walker Reine Wisell                                                            |
| World Wide Racing                    | Lotus         | 56B         | Pratt & Whitney                                    | F     | Emerson Fittipaldi                                                                                     |
| Pete Lovely Volkswagen Inc.          | Lotus         | 69          | Ford-Cosworth DFV                                  | F     | Pete Lovely                                                                                            |
| Elf Team Tyrrell                     | Tyrrell       | 001 002 003 | Ford-Cosworth DFV                                  | G     | Jackie Stewart François Cevert Peter Revson                                                            |
| Motor Racing Developments            | Brabham       | BT33 BT34   | Ford-Cosworth DFV                                  | G     | Graham Hill Tim Schenken                                                                               |
| Ecurie Evergreen                     | Brabham       | BT33        | Ford-Cosworth DFV                                  | G     | Chris Craft                                                                                            |
| Team Gunston                         | March Brabham | 701 26A     | Ford-Cosworth DFV                                  | G     | John Love Jackie Pretorius                                                                             |
| Bruce McLaren Motor Racing           | McLaren       | M19A M14A   | Ford-Cosworth DFV                                  | G     | Denny Hulme Peter Gethin Jackie Oliver                                                                 |
| Ecurie Bonnier                       | McLaren       | M7C         | Ford-Cosworth DFV                                  | G     | Jo Bonnier Helmut Marko                                                                                |
| Penske White Racing                  | McLaren       | M19A        | Ford-Cosworth DFV                                  | G     | Mark Donohue David Hobbs                                                                               |
| Scuderia Ferrari SEFAC SpA           | Ferrari       | 312B2 312B  | Ferrari 001/1 Ferrari 001                          | F     | Jacky Ickx Clay Regazzoni Mario Andretti                                                               |
| Clarke-Mordaunt-Gunthrie             | March         | 701         | Ford-Cosworth DFV                                  | F     | Mike Beuttler                                                                                          |
| STP March Racing Team                | March         | 711         | Ford-Cosworth DFV Alfa Romeo T33                   | F     | Ronnie Peterson Niki Lauda Andrea De Adamich Nanni Galli Alex Soler-Roig                               |
| Gene Mason Racing                    | March         | 711         | Ford-Cosworth DFV                                  | F     | Skip Barber                                                                                            |
| Shell Arnold Team                    | March         | 701         | Ford-Cosworth DFV                                  | F     | Jean-Pierre Jarier                                                                                     |
| F.Williams Racing Cars               | March         | 701 711     | Ford-Cosworth DFV                                  | F     | Henri Pescarolo Max Jean                                                                               |
| Jo Siffert Automobiles               | March Lotus   | 710 72A     | Ford-Cosworth DFV                                  | F     | Herbert Müller François Mazet                                                                          |
| Broke Bond Oxo Walker Surtees        | Surtees       | TS7 TS9     | Ford-Cosworth DFV                                  | F     | Derek Bell John Surtees Gérard Larrousse Mike Hailwood Dieter Quester                                  |
| Automotor und Sport                  | Surtees       | TS7 TS9     | Ford-Cosworth DFV                                  | F     | Rolf Stommelen                                                                                         |
| Strichling Autoraces Netherlands     | Surtees       | TS7 TS9     | Ford-Cosworth DFV                                  | F     | Gijs van Lennep                                                                                        |
| Champcarr Inc.                       | Surtees       | TS9         | Ford-Cosworth DFV                                  | F     | Sam Posey                                                                                              |
| Yardley Team BRM                     | BRM           | P153 P160   | BRM P142                                           | F     | Pedro Rodríguez Howden Ganley Jo Siffert Peter Gethin George Eaton Vic Elford Helmut Marko John Cannon |
| Equipe Matra Sports                  | Matra         | MS108B      | Matra                                              | G     | Chris Amon Jean-Pierre Beltoise                                                                        |
| Jolly Club of Switzerland S.Moser RT | Bellasi       | F1 70       | Ford-Cosworth DFV                                  | F     | Silvio Moser                                                                                           |

## Risultati

### Risultati dei Gran Premi
| N° | Gran Premio                   | Data         | Circuito       | Pole position  | Giro più veloce | Pilota vincitore | Costruttore  | Resoconto |
| -- | ----------------------------- | ------------ | -------------- | -------------- | --------------- | ---------------- | ------------ | --------- |
| 1  | Gran Premio del Sudafrica     | 6 marzo      | Kyalami        | Jackie Stewart | Mario Andretti  | Mario Andretti   | Ferrari      | Resoconto |
| 2  | Gran Premio di Spagna         | 18 aprile    | Montjuïc       | Jacky Ickx     | Jacky Ickx      | Jackie Stewart   | Tyrrell-Ford | Resoconto |
| 3  | Gran Premio di Monaco         | 23 maggio    | Montecarlo     | Jackie Stewart | Jackie Stewart  | Jackie Stewart   | Tyrrell-Ford | Resoconto |
| 4  | Gran Premio d'Olanda          | 20 giugno    | Zandvoort      | Jacky Ickx     | Jacky Ickx      | Jacky Ickx       | Ferrari      | Resoconto |
| 5  | Gran Premio di Francia        | 4 luglio     | Le Castellet   | Jackie Stewart | Jackie Stewart  | Jackie Stewart   | Tyrrell-Ford | Resoconto |
| 6  | Gran Premio di Gran Bretagna  | 17 luglio    | Silverstone    | Clay Regazzoni | Jackie Stewart  | Jackie Stewart   | Tyrrell-Ford | Resoconto |
| 7  | Gran Premio di Germania       | 1º agosto    | Nürburgring    | Jackie Stewart | François Cevert | Jackie Stewart   | Tyrrell-Ford | Resoconto |
| 8  | Gran Premio d'Austria         | 15 agosto    | Österreichring | Jo Siffert     | Jo Siffert      | Jo Siffert       | BRM          | Resoconto |
| 9  | Gran Premio d'Italia          | 5 settembre  | Monza          | Chris Amon     | Henri Pescarolo | Peter Gethin     | BRM          | Resoconto |
| 10 | Gran Premio del Canada        | 19 settembre | Mosport Park   | Jackie Stewart | Denny Hulme     | Jackie Stewart   | Tyrrell-Ford | Resoconto |
| 11 | Gran Premio degli Stati Uniti | 3 ottobre    | Watkins Glen   | Jackie Stewart | Jacky Ickx      | François Cevert  | Tyrrell-Ford | Resoconto |

## Classifiche

### Classifica Piloti
I punti venivano assegnati su base 9–6–4–3–2–1 ai primi sei classificati di ogni Gran Premio. Solo i cinque migliori risultati dei primi sei Gran Premi e i quattro migliori risultati degli ultimi cinque Gran Premi contano per il Campionato del Mondo.
| Pos. | Pilota                     |     |     |     |     |     |     |     |     |     |     |     | Punti |
| ---- | -------------------------- | --- | --- | --- | --- | --- | --- | --- | --- | --- | --- | --- | ----- |
| 1    | Jackie Stewart             | 2   | 1   | 1   | 11  | 1   | 1   | 1   | Rit | Rit | 1   | 5   | 62    |
| 2    | Ronnie Peterson            | 10  | Rit | 2   | 4   | Rit | 2   | 5   | 8   | 2   | 2   | 3   | 33    |
| 3    | François Cevert            | Rit | 7   | Rit | Rit | 2   | 10  | 2   | Rit | 3   | 6   | 1   | 26    |
| 4    | Jacky Ickx                 | 8   | 2   | 3   | 1   | Rit | Rit | Rit | Rit | Rit | 8   | Rit | 19    |
| 5    | Jo Siffert                 | Rit | Rit | Rit | 6   | 4   | 9   | Rit | 1   | 9   | 9   | 2   | 19    |
| 6    | Emerson Fittipaldi         | Rit | Rit | 5   |     | 3   | 3   | Rit | 2   | 8   | 7   | NC  | 16    |
| 7    | Clay Regazzoni             | 3   | Rit | Rit | 3   | Rit | Rit | 3   | Rit | Rit | Rit | 6   | 13    |
| 8    | Mario Andretti             | 1   | Rit | NQ  | Rit |     |     | 4   |     |     | 13  | NP  | 12    |
| 9    | Peter Gethin               | Rit | 8   | Rit | NC  | 9   | Rit | Rit | 10  | 1   | 14  | 9   | 9     |
| 10   | Pedro Rodríguez de la Vega | Rit | 4   | 9   | 2   | Rit |     |     |     |     |     |     | 9     |
| 11   | Chris Amon                 | 5   | 3   | Rit | Rit | 5   | Rit | Rit |     | 6   | 10  | 12  | 9     |
| 12   | Reine Wisell               | 4   | NC  | Rit | SQ  | 6   | NC  | 8   | 4   |     | 5   | Rit | 9     |
| 13   | Denny Hulme                | 6   | 5   | 4   | 12  | Rit | Rit | Rit | Rit |     | 4   | Rit | 9     |
| 14   | Tim Schenken               |     | 9   | 10  | Rit | 12* | 12* | 6   | 3   | Rit | Rit | Rit | 5     |
| 15   | Howden Ganley              | Rit | 10  | NQ  | 7   | 10  | 8   | Rit | Rit | 5   | NP  | 4   | 5     |
| 16   | Mark Donohue               |     |     |     |     |     |     |     |     |     | 3   | NP  | 4     |
| 17   | Henri Pescarolo            | 11  | Rit | 8   | NC  | Rit | 4   | Rit | 6   | Rit | NP  | Rit | 4     |
| 18   | Mike Hailwood              |     |     |     |     |     |     |     |     | 4   |     | 15* | 3     |
| 19   | John Surtees               | Rit | 11  | 7   | 5   | 8   | 6   | 7   | Rit | Rit | 11  | 17  | 3     |
| 20   | Rolf Stommelen             | 12  | Rit | 6   | SQ  | 11  | 5   | 10  | 7   | NP  | Rit |     | 3     |
| 21   | Graham Hill                | 9   | Rit | Rit | 10  | Rit | Rit | 9   | 5   | Rit | Rit | 7   | 2     |
| 22   | Jean-Pierre Beltoise       |     | 6   | Rit | 9   | 7   | 7   |     |     |     | Rit | 8   | 1     |
| -    | Jackie Oliver              |     |     |     |     |     | Rit |     | 9   | 7   |     |     | 0     |
| -    | Brian Redman               | 7   |     |     |     |     |     |     |     |     |     |     | 0     |
| -    | Gijs van Lennep            |     |     |     | 8   |     |     |     |     |     |     | NP  | 0     |
| -    | Jo Bonnier                 | Rit |     |     |     |     |     | NQ  | NP  | 10  |     | 16* | 0     |
| -    | David Hobbs                |     |     |     |     |     |     |     |     |     |     | 10  | 0     |
| -    | Nanni Galli                |     |     | NQ  | Rit | NP  | 11  | 12  | 12  | Rit | 16  | Rit | 0     |
| -    | Helmut Marko               |     |     |     |     |     |     | NQ  | 11  | Rit | 12  | 13  | 0     |
| -    | Andrea De Adamich          | 13  | Rit |     |     | Rit | NC  | Rit |     | Rit |     | 11  | 0     |
| -    | Vic Elford                 |     |     |     |     |     |     | 11  |     |     |     |     | 0     |
| -    | François Mazet             |     |     |     |     | 13  |     |     |     |     |     |     | 0     |
| -    | John Cannon                |     |     |     |     |     |     |     |     |     |     | 14  | 0     |
| -    | George Eaton               |     |     |     |     |     |     |     |     |     | 15  |     | 0     |
| -    | Mike Beuttler              |     |     |     |     |     | Rit | SQ  | NC  | Rit | NC  |     | 0     |
| -    | Skip Barber                |     |     | NQ  | NC  |     |     |     |     |     | Rit | NC  | 0     |
| -    | Pete Lovely                |     |     |     |     |     |     |     |     |     | NC  | NC  | 0     |
| -    | Max Jean                   |     |     |     |     | NC  |     |     |     |     |     |     | 0     |
| -    | Jean-Pierre Jarier         |     |     |     |     |     |     |     |     | NC  |     |     | 0     |
| -    | Alex Soler-Roig            | Rit | Rit | NQ  | Rit | Rit |     |     |     |     |     |     | 0     |
| -    | Dave Charlton              | Rit |     |     |     |     | Rit |     |     |     |     |     | 0     |
| -    | Chris Craft                |     |     |     |     |     |     |     |     |     | NP  | Rit | 0     |
| -    | John Love                  | Rit |     |     |     |     |     |     |     |     |     |     | 0     |
| -    | Jackie Pretorius           | Rit |     |     |     |     |     |     |     |     |     |     | 0     |
| -    | Dave Walker                |     |     |     | Rit |     |     |     |     |     |     |     | 0     |
| -    | Derek Bell                 |     |     |     |     |     | Rit |     |     |     |     |     | 0     |
| -    | Niki Lauda                 |     |     |     |     |     |     |     | Rit |     |     |     | 0     |
| -    | Silvio Moser               |     |     |     |     |     |     |     |     | Rit |     |     | 0     |
| -    | Sam Posey                  |     |     |     |     |     |     |     |     |     |     | Rit | 0     |
| -    | Peter Revson               |     |     |     |     |     |     |     |     |     |     | Rit | 0     |
| Pos. | Pilota                     |     |     |     |     |     |     |     |     |     |     |     | Punti |

| Legenda | 1º posto     | 2º posto | 3º posto    | A punti         | Senza punti/Non class.  | Grassetto – Pole position Corsivo – Giro più veloce |
| Legenda | Squalificato | Ritirato | Non partito | Non qualificato | Solo prove/Terzo pilota | Grassetto – Pole position Corsivo – Giro più veloce |

* Indica quei piloti che non hanno terminato la gara ma sono ugualmente classificati avendo coperto, come previsto dal regolamento, almeno il 90% della distanza totale.

### Classifica Costruttori

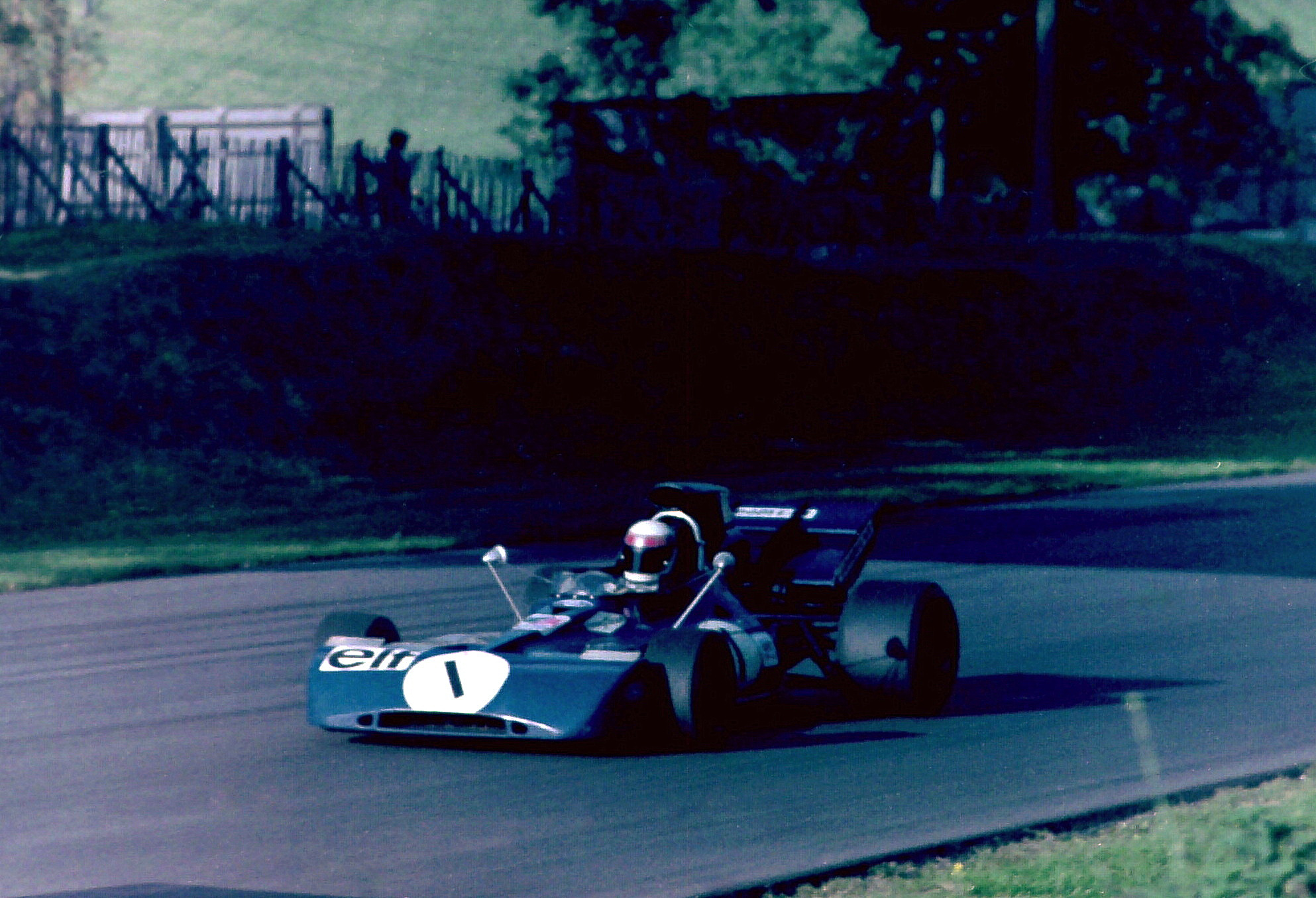
Tyrrell-Ford si è aggiudicata la Coppa Internazionale Costruttori di F1. La Tyrrell 003 è raffigurata sopra nella corsa per la vittoria del campionato mondiale del 1971 fuori campionato a Brands Hatch

I punti venivano assegnati su base 9–6–4–3–2–1 ai primi sei classificati di ogni round, tuttavia solo l'auto meglio classificata di ciascun produttore poteva segnare punti. Sono stati mantenuti i migliori cinque risultati dei primi sei round e i migliori quattro risultati degli ultimi cinque round.
| Pos. | Costruttore | Motore        | RSA | ESP | MON | NED | FRA | GBR | GER | AUT | ITA | CAN | USA | Punti   | Vittorie | Pole | GPV |
| ---- | ----------- | ------------- | --- | --- | --- | --- | --- | --- | --- | --- | --- | --- | --- | ------- | -------- | ---- | --- |
| 1    | Tyrrell     | Ford-Cosworth | 2   | 1   | 1   | 11  | 1   | 1   | 1   | Rit | 3   | 1   | 1   | 73      | 7        | 6    | 4   |
| 2    | BRM         | BRM           | Rit | 4   | 9   | 2   | 4   | 8   | 11  | 1   | 1   | 9   | 2   | 36      | 2        | 2    | 1   |
| 3    | Ferrari     | Ferrari       | 1   | 2   | 3   | 1   | Rit | Rit | 3   | Rit | Rit | 8   | 6   | 33      | 2        | 3    | 4   |
| 4    | March       | Ford-Cosworth | 10  | Rit | 2   | 4   | 13  | 2   | 5   | (6) | 2   | 2   | 3   | 33 (34) | 0        | 0    | 1   |
| 5    | Lotus       | Ford-Cosworth | 4   | NC  | 5   | DSQ | 3   | 3   | 8   | 2   |     | 5   | NC  | 21      | 0        | 0    | 0   |
| 6    | McLaren     | Ford-Cosworth | 6   | 5   | 4   | 12  | 9   | Rit | Rit | 9   | 7   | 3   | 10  | 10      | 0        | 0    | 1   |
| 7    | Matra       | Matra         | 5   | 3   | Rit | 9   | 5   | 7   | Rit |     | 6   | 10  | 8   | 9       | 0        | 0    | 0   |
| 8    | Surtees     | Ford-Cosworth | 7   | 11  | 6   | 5   | 8   | 5   | 7   | 7   | 4   | 11  | 15  | 8       | 0        | 0    | 0   |
| 9    | Brabham     | Ford-Cosworth | 9   | 9   | 10  | 10  | 12  | 12  | 6   | 3   | Rit | Rit | 7   | 5       | 0        | 0    | 0   |
| Pos. | Costruttore | Motore        | RSA | ESP | MON | NED | FRA | GBR | GER | AUT | ITA | CAN | USA | Punti   | Vittorie | Pole | GPV |

## Gare non valide per il mondiale
| N° | Data       | Gran Premio                          | Circuito         | Pilota vincitore | Costruttore  | Pole position                 | Giro più veloce              | Resoconto |
| -- | ---------- | ------------------------------------ | ---------------- | ---------------- | ------------ | ----------------------------- | ---------------------------- | --------- |
| 1  | 24 gennaio | Gran Premio d'Argentina              | Buenos Aires     | Chris Amon       | Matra        | Rolf Stommelen Chris Amon     | Reine Wisell Chris Amon      | Resoconto |
| 2  | 21 marzo   | Race of Champions                    | Brands Hatch     | Clay Regazzoni   | Ferrari      | Jackie Stewart                | Graham Hill                  | Resoconto |
| 3  | 28 marzo   | Questor Grand Prix                   | Ontario Speedway | Mario Andretti   | Ferrari      | Jackie Stewart Mario Andretti | Chris Amon Pedro Rodríguez   | Resoconto |
| 4  | 9 aprile   | Spring Trophy                        | Oulton           | Pedro Rodríguez  | BRM          | Jackie Stewart                | Pedro Rodríguez Peter Gethin | Resoconto |
| 5  | 8 maggio   | BRDC International Trophy            | Silverstone      | Graham Hill      | Brabham-Ford | Chris Amon Jackie Stewart     | Jackie Stewart John Surtees  | Resoconto |
| 6  | 13 giugno  | Jochen Rindt Gedachtnisrennen Trophy | Hockenheim       | Jacky Ickx       | Ferrari      | Jacky Ickx                    | Jacky Ickx                   | Resoconto |
| 7  | 22 agosto  | International Gold Cup               | Oulton           | John Surtees     | Surtees-Ford | Peter Gethin Henri Pescarolo  | Henri Pescarolo John Surtees | Resoconto |
| 8  | 24 ottobre | Victory Race                         | Brands Hatch     | Peter Gethin     | BRM          | Jo Siffert                    | Emerson Fittipaldi           | Resoconto |